# Judy Garland
Judy Garland (tên khai sinh Frances Ethel Gumm, 10 tháng 6 năm 1922 - 22 tháng 6 năm 1969) là một nữ diễn viên và ca sĩ Mĩ. Suốt 45 năm hoạt động nghệ thuật trong 47 năm tuổi đời, Garland ghi dấu ấn như một ngôi sao âm nhạc và diễn viên đa tài mang đẳng cấp quốc tế. Bà đã giành được một giải Oscar dành cho thanh thiếu niên, một giải Quả cầu vàng và một giải Giải Quả cầu vàng Cecil B. DeMille cho sự nghiệp diễn xuất, cũng như nhiều Giải Grammy và Giải Tony.
Sau khi xuất hiện trên sân khấu cùng hai chị gái, Garland trở thành ca sĩ nhí của Metro-Goldwyn-Mayer. Tại đây bà đóng hơn hai mươi bộ phim, chín bộ với Mickey Rooney, và những bộ phim đã làm tên tuổi Garland như The Wizard of Oz (1939). Ca khúc Over the Rainbow do cô hát trong phim này, được Hiệp hội Công nghiệp Ghi âm Hoa Kỳ bình chọn là bài hát của thế kỷ 20 và cũng được Viện phim Mỹ xếp đầu tiên trong danh sách 100 ca khúc đáng nhớ nhất của điện ảnh Hoa Kỳ thế kỷ 20. Sau 15 năm, Garland chấm dứt hợp đồng với hãng MGM, nhưng vẫn tiếp tục giành được những thành công mới nhờ những chương trình hòa nhạc phá vỡ kỷ lục, những chương trình truyền hình và sự trở lại với điện ảnh, khởi đầu từ phim A Star Is Born (1954).
Mặc dù đạt được nhiều thành tựu nghệ thuật, Garland vướng vào rất nhiều vấn đề trong đời tư. Phong độ thất thường, bà cũng thường bị suy sụp bởi những lời phê bình rằng bà thừa cân và vô duyên. Lao vào dùng thuốc để giảm cân và gây hưng phấn, Garland đã mất mười năm trong nghiện ngập. Bà cũng bị gánh nặng kinh tế bấp bênh, thường phải trả hàng trăm nghìn đôla tiền thuế, và bốn trong năm cuộc hôn nhân tan vỡ. Garland đã cố tự tử nhiều lần trước khi qua đời vì sốc ma túy ở tuổi 47, để lại ba người con thơ Liza Minnelli, Lorna Luft và Joey Luft.
Năm 1997, Garland được truy tặng Giải Grammy Thành tựu trọn đời và một số bản thu âm của bà được đưa vào Đại sảnh Danh vọng Grammy. Năm 1999, Viện phim Mỹ vinh danh bà trong số 50 nữ huyền thoại màn bạc trong lịch sử điện ảnh Mĩ, vị trí thứ 8.

## Phim tham gia
| phim                         | Year | Role                                             |
| ---------------------------- | ---- | ------------------------------------------------ |
| The Big Revue                | 1929 | Bản thân, với chị em Gumm                        |
| A Holiday in Storyland       | 1930 | Bản thân, với chị em Gumm                        |
| Bubbles                      | 1930 | Bản thân, với chị em Gumm                        |
| The Wedding of Jack and Jill | 1930 | Bản thân, với chị em Gumm                        |
| La Fiesta de Santa Barbara   | 1935 | Bản thân, với chị em Garland                     |
| Every Sunday                 | 1936 | Judy                                             |
| Pigskin Parade               | 1936 | Sairy Dodd                                       |
| Broadway Melody of 1938      | 1937 | Betty Clayton                                    |
| Thoroughbreds Don't Cry      | 1937 | Cricket West                                     |
| Everybody Sing               | 1938 | Judy Bellaire                                    |
| Love Finds Andy Hardy        | 1938 | Betsy Booth                                      |
| Listen, Darling              | 1938 | "Pinkie" Wingate                                 |
| The Wizard of Oz             | 1939 | Dorothy Gale                                     |
| Babes in Arms                |      |                                                  |
| Andy Hardy Meets Debutante   | 1940 | Betsy Booth                                      |
| Strike Up the Band           | 1940 | Mary Holden                                      |
| Little Nellie Kelly          | 1940 | Nellie Noonan Kelly, Little Nellie Kelly         |
| Ziegfeld Girl                | 1941 | Susan Gallagher                                  |
| Life Begins for Andy Hardy   | 1941 | Miss Betsy Booth                                 |
| Babes on Broadway            | 1941 | Penny Morris                                     |
| We Must Have Music           | 1942 | Herself                                          |
| For Me and My Gal            | 1942 | Jo Hayden                                        |
| Thousands Cheer              | 1943 | Herself                                          |
| Presenting Lily Mars         | 1943 | Lily Mars                                        |
| Girl Crazy                   | 1943 | Ginger Gray                                      |
| Meet Me in St. Louis         | 1944 | Esther Smith                                     |
| The Clock                    | 1945 | Alice Mayberry                                   |
| The Harvey Girls             | 1946 | Susan Bradley                                    |
| Ziegfeld Follies             | 1946 | Ngôi sao trong "The Great Lady Has An Interview" |
| 'Till the Clouds Roll By     | 1946 | Marilyn Miller                                   |
| Words and Music              | 1948 | Bản thân                                         |
| The Pirate                   | 1948 | Manuela Ava                                      |
| Easter Parade                | 1948 | Hannah Brown                                     |
| In the Good Old Summertime   | 1949 | Veronica Fisher                                  |
| Summer Stock                 | 1950 | Jane Falbury                                     |
| A Star Is Born               | 1954 | Vicki Lester                                     |
| Pepe                         | 1960 | Lồng tiếng                                       |
| Judgement at Nuremberg       | 1961 | Bà Irene Hoffman Wallner.                        |
| Gay Purr-ee                  | 1962 | Mewsette (lồng tiếng)                            |
| A Child Is Waiting           | 1963 | Jean Hansen                                      |
| I Could Go On Singing        | 1963 | Jenny Bowman                                     |

## Chú giải
- Bianco, David. Gay Essentials: Facts For Your Gay Brain. Alyson Publications. Los Angeles, 1999. ISBN 1555835082.
- Clarke, Gerald. Get Happy: The Life of Judy Garland. Random House. New York, 2001. ISBN 0375503781.
- DiOrio, Jr., Al. Little Girl Lost: The Life and Hard Times of Judy Garland. Manor Books. New York, 1973.
- Edwards, Anne. Judy Garland. Simon and Schuster. New York, 1975. ISBN 671802283 (paperback edition).
- Finch, Christopher. Rainbow: The Stormy Life of Judy Garland. Ballantine Books. 1975. ISBN 0345251733 (paperback edition).
- Frank, Gerold. Judy. Harper & Row. New York, 1975. ISBN 0060113375.
- Juneau, James. Judy Garland: A Pyramid Illustrated History of the Movies. Pyramid Publications. 1974, New York. ISBN 0515034827.
- Luft, Lorna. Me and My Shadows: A Family Memoir. Simon and Schuster. New York, 1999. ISBN 0283063203.
- Sanders, Coyne Steven. Rainbow's End: The Judy Garland Show. Zebra Books. 1990 ISBN 0821737082 (paperback edition).
- Seaman, Barbara. Lovely Me: The Life of Jacqueline Susann. Seven Stories Press. 1996, New York. ISBN 096587706 (1996 edition).
- Shipman, David. Judy Garland: The Secret Life of an American Legend. Hyperion. New York, 1992. ISBN 0786880260 (paperback edition).